# India a 2013-as úszó-világbajnokságon
India öt sportolóval vett részt a 2013-as úszó-világbajnokságon, akik két sportágban indultak.

## Hosszútávúszás
Férfi
| Versenyző              | Verseny | Idő | Helyezés |
| ---------------------- | ------- | --- | -------- |
| Mandar Anandrao Divase | 10 km   | DNF | DNF      |

Női
| Versenyző           | Verseny | Idő | Helyezés |
| ------------------- | ------- | --- | -------- |
| Poorva Kiran Shetye | 10 km   | OTL | OTL      |

## Úszás
Férfi
| Versenyző(k)    | Verseny                | Selejtező | Selejtező | Elődöntő          | Elődöntő          | Döntő             | Döntő             |
| Versenyző(k)    | Verseny                | Idő       | Helyezés  | Idő               | Helyezés          | Idő               | Helyezés          |
| --------------- | ---------------------- | --------- | --------- | ----------------- | ----------------- | ----------------- | ----------------- |
| Virdhawal Khade | 50 méteres gyorsúszás  | 24.07     | 57        | Nem jutott tovább | Nem jutott tovább | Nem jutott tovább | Nem jutott tovább |
| Virdhawal Khade | 100 méteres gyorsúszás | 53.47     | 62        | Nem jutott tovább | Nem jutott tovább | Nem jutott tovább | Nem jutott tovább |
| Sandeep Sejwal  | 50 méteres mellúszás   | 28.12     | 35        | Nem jutott tovább | Nem jutott tovább | Nem jutott tovább | Nem jutott tovább |
| Sandeep Sejwal  | 100 méteres mellúszás  | 1:02.49   | 44        | Nem jutott tovább | Nem jutott tovább | Nem jutott tovább | Nem jutott tovább |
| Sandeep Sejwal  | 200 méteres mellúszás  | 2:16.05   | 32        | Nem jutott tovább | Nem jutott tovább | Nem jutott tovább | Nem jutott tovább |

Férfi
| Versenyző(k) | Verseny                   | Selejtező | Selejtező | Elődöntő          | Elődöntő          | Döntő             | Döntő             |
| Versenyző(k) | Verseny                   | Idő       | Helyezés  | Idő               | Helyezés          | Idő               | Helyezés          |
| ------------ | ------------------------- | --------- | --------- | ----------------- | ----------------- | ----------------- | ----------------- |
| Pooja Alva   | 100 méteres pillangóúszás | 1:05.70   | 44        | Nem jutott tovább | Nem jutott tovább | Nem jutott tovább | Nem jutott tovább |
| Pooja Alva   | 200 méteres pillangóúszás | 2:31.76   | 25        | Nem jutott tovább | Nem jutott tovább | Nem jutott tovább | Nem jutott tovább |